# اختلال غواصی
اختلال‌های غواصی یا شرایط پزشکی مرتبط با غواصی، به مجموعه‌ای از شرایط مرتبط با غواصی اشاره دارد که شامل هم بیماری‌هایی منحصربه‌فرد ناشی از غواصی زیرآبی و هم شرایطی است که در فعالیت‌های دیگر نیز دیده می‌شوند. این دسته‌بندی دوم به‌طور بیشتر به شرایطی تقسیم می‌شود که ناشی از در معرض قرار گرفتن به فشار محیط (ambient pressure) به‌طور قابل توجهی متفاوت از فشار اتمسفری سطح است و طیف گسترده‌ای از اختلال‌های ناشی از محیط عمومی و تجهیزات مربوط به فعالیت‌های غواصی را در بر می‌گیرد.
اختلال‌ها به‌طور ویژه مرتبط با غواصی شامل مواردی هستند که ناشی از تغییرات فشار محیط است؛ مانند باروتروماهای نزولی و صعودی، بیماری کاهش فشار (decompression sickness) و همچنین اختلال‌هایی که به علت قرار گرفتن در معرض فشار محیطی بالا ایجاد می‌شوند، مانند برخی انواع مسمومیت ناشی از گاز. همچنین اختلال‌های غیردیسباریک مرتبط با غواصی وجود دارد که شامل اثرات محیط آبی – مانند غرق‌شدن که در میان دیگر کاربرانی که از آب استفاده می‌کنند نیز شایع است – و اختلال‌های ناشی از تجهیزات یا عوامل مرتبط، مانند مسمومیت با دی‌اکسید کربن و مونوکسید کربن می‌شود.
شرایط محیطی عمومی می‌توانند منجر به گروه دیگری از اختلال‌ها شوند که شامل هیپوترمی، بیماری حرکت (motion sickness)، صدمات ناشی از موجودات دریایی و آبی، آب‌آلودگی (contaminated waters)، خطرات ناشی از عوامل انسانی و مشکلات ارگونومی تجهیزات می‌گردد. نهایتاً، وضعیت‌های پزشکی موجود پیشین و اختلالات روانی که حساسیت فرد را افزایش می‌دهند نیز می‌توانند ریسک ابتلا به اختلال‌های غواصی را بالا ببرند؛ شرایطی که ممکن است به واسطه عوارض جانبی نامطلوب دارودرمانی و مصرف سایر مواد مخدر تشدید شوند.
درمان اختلال‌های غواصی بستگی به نوع خاص اختلال دارد، اما معمولاً شامل اکسیژن‌درمانی می‌شود که به‌عنوان کمک اولیه استاندارد برای بیشتر حوادث غواصی به کار می‌رود و به ندرت برای فردی که از نظر پزشکی برای غواصی مناسب است، منع می‌شود. پزشکی پرفشار نیز درمان قطعی برای بیماری کاهش فشار (decompression sickness) است. غربالگری برای تناسب پزشکی جهت غواصی می‌تواند برخی از خطرات مرتبط با این اختلال‌ها را کاهش دهد.